# 柑園二橋
柑園二橋為一座跨越大漢溪，位於台灣新北市樹林區的橋樑。
興建原因為原本連接樹林區柑園及山佳地區的柑園大橋，由於附近的土城區頂埔工業區、樹林區山佳、柑園及台北大學特定區開發急速發展，衍生大量通過性車流，加上柑園地區為土城工業區及三峽區通往山佳地區的必經之路（北84線、北85線），導致樹林柑園地區交通擁塞日益嚴重，為抒解現有柑園大橋及柑園街一段之交通流量，因此在柑園大橋下游一公里處興建柑園二橋。
柑園二橋由台灣世曦工程顧問股份有限公司所規劃設計，橋址為大漢溪左岸銜接樹林區環河路及八德路，跨越大漢溪後銜接北84線（柑園街），並銜接到跨越三峽河的柑城橋到土城區。橋樑全長約980公尺，寬23公尺，配置雙向四車道、機車專用道及人行道兼自行車道。工程項目包含橋樑、道路、排水、大地、景觀、號誌、電纜附掛等工程。

## 沿革
- 2009年6月：完成細部設計。
- 2009年10月：完成用地取得。
- 2009年10月：完成工程發包。
- 2010年1月10日：開工。
- 2011年12月5日：完工通車典禮。